# Phaeocandelabrum joseiturriagae
Phaeocandelabrum joseiturriagae är en svampart som beskrevs av R.F. Castañeda, Iturr., Heredia & M. Stadler 2009. Phaeocandelabrum joseiturriagae ingår i släktet Phaeocandelabrum, divisionen sporsäcksvampar,  och riket svampar.   Inga underarter finns listade i Catalogue of Life.